# Tomas Smitas
Tomas Smitas es una deportista lituano que compitió para la URSS en remo como timonel. Ganó una medalla de plata en el Campeonato Mundial de Remo de 1991, en la prueba de ocho con timonel femenino.

## Palmarés internacional
| Representando a la URSS |                 |                  |                  |
| Campeonato Mundial      |                 |                  |                  |
| Año                     | Lugar           | Medalla          | Prueba           |
| 1991                    | Viena (Austria) | Medalla de plata | Ocho con timonel |